# パンインターナショナル112便墜落事故
パンインターナショナル112便墜落事故は、1971年9月6日に発生した航空事故である。ハノーファー空港からマラガ＝コスタ・デル・ソル空港へ向かっていたパンインターナショナル112便（BAC 1-11-515FB）が経由地のハンブルク空港を離陸直後にエンジン故障に見舞われ、アウトバーンへの緊急着陸を行った。機体は大破し、乗員乗客121人中22人が死亡した。

## 事故機
事故機のBAC 1-11-515FB（機体記号D-ALAR）は前年の1970年に製造番号207として製造されたばかりの機体だった。

## 事故の経緯
112便はドイツのハノーファーからハンブルクを経由してスペインのマラガへ向かうチャーター便だった。ハンブルクでは57人の乗客が搭乗し、搭乗者数は122人となった。CEST18時18分、112便は滑走路34からの離陸を開始した。離陸決心速度（V1）到達後、パイロットはエンジン温度の上昇に気付いたが、離陸は継続された。1,000フィート (300 m)への上昇中、左エンジンが停止し、続いて右エンジンも停止した。パイロットはエンジンの再始動を試みたが、推力は回復しなかった。そのため、パイロットはハンブルク空港から約4.5kmほどにあるE45号線のアウトバーン 7への緊急着陸を決断した。機長は後のインタビューで、エンジンが低下してから緊急着陸まで42秒しかなかったと話した。

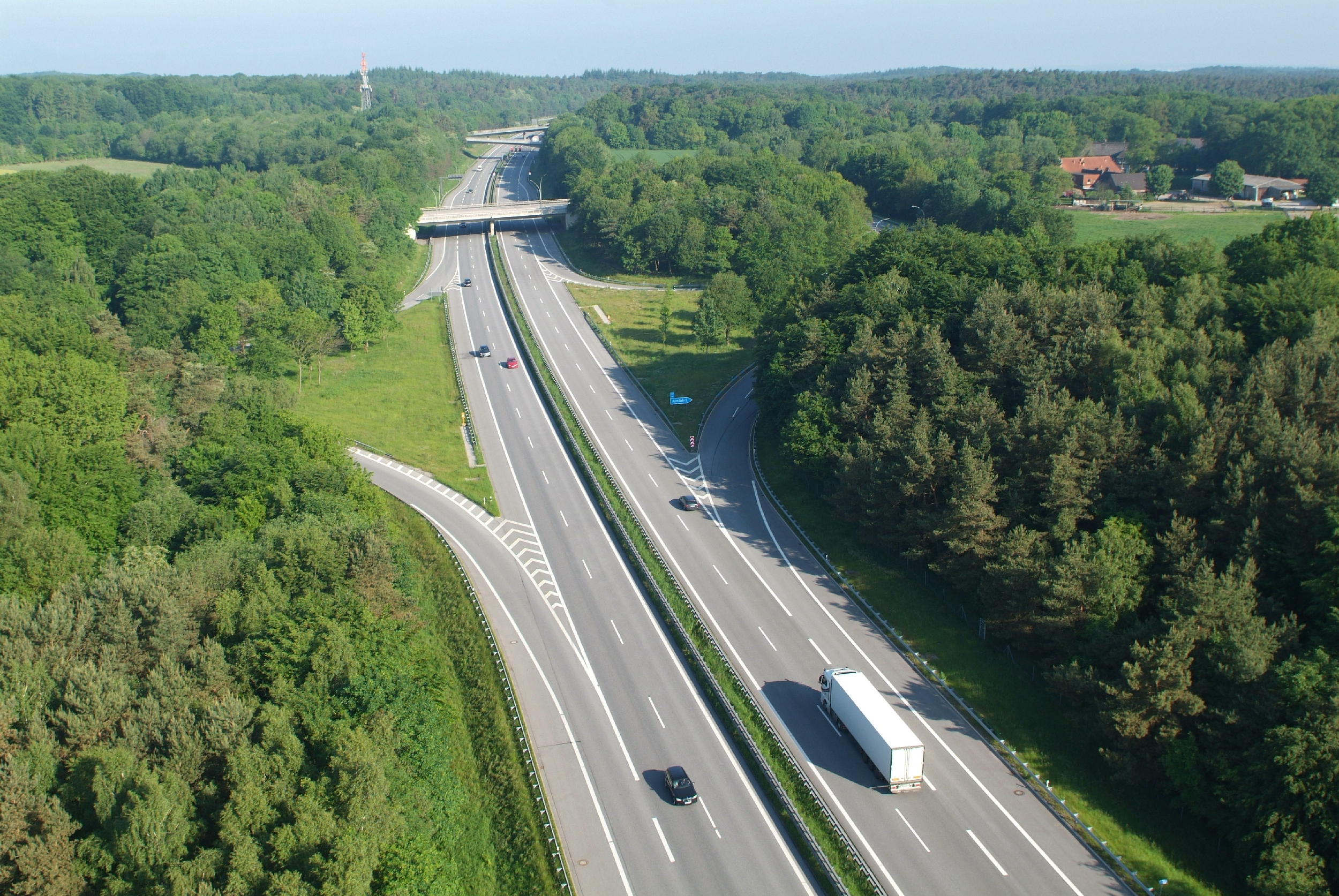
アウトバーン 7

降下率が高かったため着陸時の衝撃が大きく左主脚が破損した。パイロットはブレーキを掛けて路上に留まろうとしたが、建設中の陸橋の橋脚に激突してコックピットが機体から分離し、胴体はそのまま滑って分解し炎上した。この事故で21人の乗客と1人の乗員が死亡した。事故後の火災による煙はハンブルクの中心部からでも確認できた。

### 救助活動
事故現場には60台の救急車、11台の消防車と警察と軍のヘリコプターが急行した。また、280以上の警察官も駆けつけ、救助に当たった。
機長と副操縦士は事故を生き延びた。しかし、副操縦士の女性は1987年5月31日にセスナ サイテーションの墜落事故により死亡した。

## 事故調査
ブラウンシュヴァイクの連邦航空局から調査官が現場に派遣され、機体の残骸はブラウンシュヴァイクに輸送された。エンジンは解体され、検査が行われた。調査から、水メタノール噴射装置用のタンク5個のうち、2つに蒸留水ではなくジェット燃料（Jet A-1）で満たされていたと判明した。このためエンジンがオーバーヒートし停止した。
事故後、キール地方裁判所にて2度の裁判が行われ、パンインターナショナルの電気技師と整備士にそれぞれ1,500マルクの支払いを命じる判決が出された。

### 註釈
1. ↑  元々アウトバーンはナチス・ドイツ時代における建設当初から航空機の発着を想定しており、舗装の厚みがアメリカの2倍ある
2. ↑  エンジンの吸気に水を噴射することで混合気の温度を下げ、出力を向上させる装置。本機では離陸時に使用された